# اچ‌ام‌اس زنوبیا (۱۸۰۷)
اچ‌ام‌اس زنوبیا (۱۸۰۷) (به انگلیسی: HMS Zenobia (1807)) یک کشتی بود. این کشتی در سال ۱۸۰۷ ساخته شد.